# Maimajhuwa
Maimajhuwa – gaun wikas samiti we wschodniej części Nepalu w strefie Meći w dystrykcie Ilam. Według nepalskiego spisu powszechnego z 2001 roku liczył on 681 gospodarstw domowych i 3684 mieszkańców (1802 kobiet i 1882 mężczyzn).